# Xperiance NX hydrogen (schip, 2006)
De Xperiance NX hydrogen is een schip uit Irnsum voor 12 personen waarbij de stroom voor de elektromotor wordt opgewekt door een brandstofcel op waterstof. Het debuut was op 23 juni 2006 in Leeuwarden, Nederland. Het was het eerste Nederlandse schip met een brandstofcel.

## Specificatie
Een boot 7 m lang met een breedte van 2,35 m en een diepgang van 0,50 m, met 4 verwisselbare 30 liter waterstoftanks van 200 bar, met een 1,2 kW PEM brandstofcel en een 12 kWh-batterij voor 12 passagiers en een actieradius van 200 km.